# Rally Championships
Rally Championships is een computerspel dat werd ontwikkeld door InSide Team en uitgegeven door Flair Software. Het spel kwam in 1994 voor de Commodore Amiga en DOS. Het spel is een actiespel waarbij geracet moet worden. De speler moet een zo goed mogelijk auto kopen en door middel van wedstrijden prijzen winnen. Het einddoel is om alle kampioenschappen te winnen.

## Platforms
| Platform | Jaar |
| -------- | ---- |
| Amiga    | 1994 |
| DOS      | 1994 |

## Ontvangst
| Beoordeeld door       | Platform | Datum         | Score |
| --------------------- | -------- | ------------- | ----- |
| AmigaInfo             | Amiga    | augustus 1996 | 60%   |
| Amiga Joker           | Amiga    | augustus 1995 | 59%   |
| Amiga Games           | Amiga    | augustus 1995 | 57%   |
| PC Games (Duitsland)  | DOS      | april 1995    | 44%   |
| Amiga Joker           | Amiga    | augustus 1995 | 44%   |
| PC Player (Duitsland) | DOS      | juli 1995     | 31%   |